# Malohlumceanka, Iemilciîne
Malohlumceanka (în ucraineană Малоглумчанка) este un sat în comuna Velîka Hlumcea din raionul Iemilciîne, regiunea Jîtomîr, Ucraina.

## Demografie
Componența lingvistică a localității Malohlumceanka
     Ucraineană (100%)
Conform recensământului din 2001, toată populația localității Malohlumceanka era vorbitoare de ucraineană (100%).